# Brain-sur-Longuenée
Brain-sur-Longuenée é uma ex-comuna francesa na região administrativa da Pays de la Loire, no departamento de Maine-et-Loire. Estendeu-se por uma área de 22,43 km². Em 2010 a comuna tinha 1 008 habitantes (densidade: 44,9 hab./km²).
Em 28 de dezembro de 2015 foi fundida com as comunas de Gené, La Pouëze e Vern-d'Anjou para a criação da nova comuna de Erdre-en-Anjou.